# Hugo Hornung
Hugo Hornung (* 16. September 1894 in Frankenhausen; † nach 1945) war ein deutscher Reichsgerichtsrat und Ministerialrat im Reichsjustizministerium.

## Leben
Er war der Sohn eines Domänenpächters. Seine Konfession war evangelisch. Er legte 1922 die erste Staatsprüfung mit „ausreichend“, die zweite 1925 mit „gut“ ab. Im selben Jahr wurde er thüringischer Gerichtsassessor. Am Neujahrstag 1929 wurde er Landgerichtsrat beim Landgericht Eisenach und Oktober 1929 Oberlandesgerichtsrat beim Oberlandesgericht Jena. Am 1. Oktober 1933 wurde Hornung zum Ministerialrat im Thüringischen Justizministerium ernannt. Dezember 1933 trat er der SA bei, in der er es zum Rottenführer brachte, bevor er Winter 1938 ausschied. In das Reichsjustizministerium kam er als Ministerialrat am 1. April 1935. Am 10. Juni 1937 beantragte er die Aufnahme in die NSDAP und wurde rückwirkend zum 1. Mai desselben Jahres aufgenommen (Mitgliedsnummer 4.158.259). 1938 bis 1941 war er in Abteilung V Referent für Kolonialrecht und Korreferent für Finanz- und Steuerrecht. Hornung war Mitglied des Prüfungsausschusses der Prüfstelle Berlin im Reichsjustizprüfungsamt. Reichsgerichtsrat wurde Hornung am 1. Januar 1943. Er war bis 1945 im IV. Strafsenat tätig.

## Schriften
- „Einfluß der Justizverwaltung auf die Zivilrechtspflege“, DR 1934, S. 481.